# Die Frau im Staat

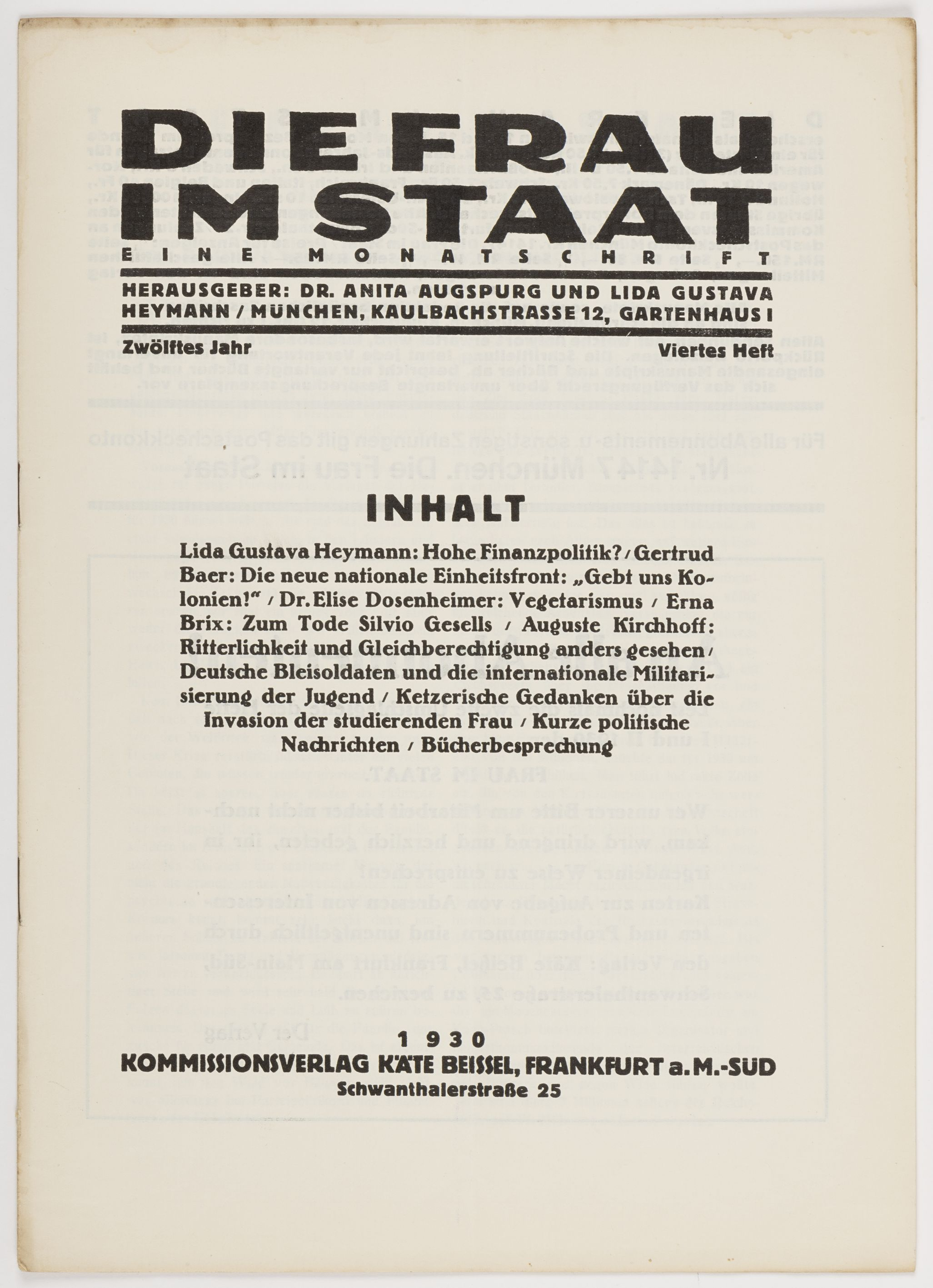
Die Frau im Staat Jg. 12 Heft 4, 1930

Die Frau im Staat war eine feministische und pazifistische Zeitschrift, die von Anita Augspurg und ihrer Lebensgefährtin Lida Gustava Heymann gegründet wurde.
Sie gingen 1919 diesen Schritt, um „das politische Leben vom Stand der Forderungen und der Mitwirkung der Frauen“ zu beeinflussen. Sie sahen die Notwendigkeit einer „selbständigen politischen Betätigung der Frauen: Die Frau im Staat will die wesentlichen Zusammenhänge von Völkerverständigung, dauerndem Frieden und Frauenpolitik darlegen, sie hat den Zweck, das politische Leben vom Standpunkte der Forderungen und der Mitwirkung der Frauen zu verfolgen, nicht vom einengenden nationalen oder parteipolitischen, sondern vom überparteilichen internationalen.“
Das Frauenwahlrecht war 1918 in Deutschland und in Österreich eingeführt worden. Die Zeitschrift wurde in München, später in Stuttgart, Ludwigsburg und Frankfurt herausgegeben. Sie bestand von 1919 bis 1933. 1933 wurde Hitler im Rahmen der nationalsozialistischen Machtergreifung Reichskanzler. Ab 1933 blieben beide Herausgeberinnen bei einer Winterreise in der Schweiz; eine Rückkehr war unmöglich geworden. Beide verstarben 1943 im Exil.